# Teddy Harris
Theodore Edward „Teddy“ Harris Jr. (* 27. August 1934 in Detroit; † 22. August 2005 ebendort) war ein US-amerikanischer Jazzpianist (auch Sopransaxophon, Flöte), Komponist, Arrangeur und Musikpädagoge, der auch in der Soul- und R&B-Szene seiner Heimatstadt tätig war.

## Leben und Wirken
Harris stammte aus einer Musikerfamilie; sein Großvater spielte Posaune, seine Mutter war Pianistin. Ab  den 1960er-Jahren arbeitete in der Detroiter Jazz-, Rhythm-&-Blues- und Soulszene mit Musikern wie Marcus Belgrave, Donald Walden, Gregory Cook, Roy Brooks Art Farmer, Yusef Lateef, Lou Donaldson, Marvin Gaye, Martha Reeves und Aretha Franklin (Yeah!!! In Person with Her Quartet, 1965); 16 Jahre war er für The Supremes als musikalischer Leiter tätig. Außerdem arrangierte und komponierte er für verschiedene Ensembles und Filmmusiken wie That’s How I Make My Living. Er leitete auch das New Breed Bebop Society Orchestra und war als Artist in Residence in öffentlichen Schulen aktiv.  Im Bereich des Jazz war er zwischen 1965 und 2005 an fünf Aufnahmesessions beteiligt.